# Carlo Matteucci
Carlo Matteucci (Forlì, 21 de junho de 1811 — Livorno, 25 de junho de 1868) foi um físico e neurofisiologista italiano. Foi um pioneiro no estudo da bioeletricidade.

## Biografia
Carlo Matteucci nasceu em Forlì, na província de Romagna, filho de Vincenzo Matteucci, médico, e Chiara Folfi. Ele estudou matemática na Universidade de Bolonha de 1825 a 1828, recebendo seu doutorado em 1829. De 1829 a 1831, ele estudou na École Polytechnique em Paris, França. Ao retornar à Itália, Matteucci estudou em Bolonha (1832), Florença, Ravenna (1837) e Pisa. Ele se estabeleceu como chefe do laboratório do Hospital de Ravenna e se tornou professor de física na faculdade local. Em 1840, por recomendação de François Arago (1786-1853), seu professor na École Polytechnique, do Grão-Duque da Toscana, Matteucci aceitou o cargo de professor de física na Universidade de Pisa.
Instigado pelo trabalho de Luigi Galvani (1737-1798) sobre bioeletricidade, Matteucci começou em 1830 uma série de experimentos que realizou até sua morte em 1865. Usando um galvanômetro sensível de Leopoldo Nobili, ele foi capaz de provar que tecidos biológicos excitáveis danificados gerou correntes elétricas diretas, e que poderiam ser resumidas adicionando elementos em série, como na pilha elétrica de Alessandro Volta (1745-1827). Assim, Mateucci foi capaz de desenvolver o que chamou de " rã reoscópica ", usando o nervo cortado da perna de uma rã e seu músculo ligado como uma espécie de detector de eletricidade sensível. Seu trabalho em bioeletricidade influenciou diretamente a pesquisa desenvolvida por Emil du Bois-Reymond (1818-1896), aluno do grande biólogo alemão Johannes Peter Müller (1801-1858) em Berlim, que tentou a duplicata dos experimentos de Matteucci e acabou descobrindo o potencial de ação do nervo. Em 1844, por esses estudos, Matteucci foi agraciado com a medalha Copley pela Royal Society.
A partir de 1847 participa ativamente da política e, em 1860, é eleito senador italiano, ao mesmo tempo que se torna inspetor-geral das linhas telegráficas italianas. Dois anos depois, foi nomeado Ministro da Educação.
Matteucci morreu no bairro de Ardenza, em Livorno, em 1868.

## Trabalhos
- Lezioni di fisica (2 vols., Pisa, 1841)
- Lezioni sui fenomeni fisico-chimici dei corpi viventi (Pisa, 1844)
- Manuale di telegrafia electrica (Pisa, 1850)
- Cours spécial sur l'induction, le magnétisme de rotation, etc. (Paris, 1854).
- Trattato dei fenomeni elettrofisiologici degli animali (1844)
- Corso di elettrofisiologia (1857)

Seus numerosos artigos foram publicados nos Annales de chimie et de physique (1829–1858); e a maioria deles também apareceu na época em revistas científicas italianas. Eles se relacionam quase inteiramente com fenômenos elétricos, como a rotação magnética da luz, a ação das baterias de gás, os efeitos da torção no magnetismo, a polarização elétrica dos eletrodos, etc., relatos suficientemente completos dos quais são dados em Galvanismus de Wiedemann.
Nove memórias, intituladas Electro-Physiological Researches, foram publicadas em Philosophical Transactions, 1845-1860. Ver Carlo Matteucci e l'Italia del suo tempo de Bianchi (Roma, 1874).